# Bruce Bennett
Pour les articles homonymes, voir Brix (homonymie) et Bennett.

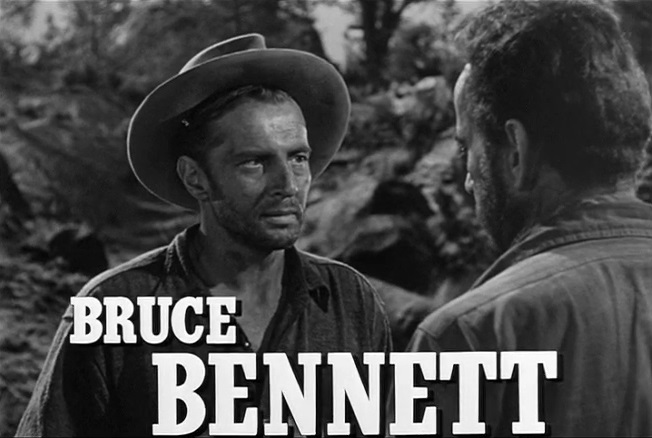
Dans Le Trésor de la Sierra Madre (1948)

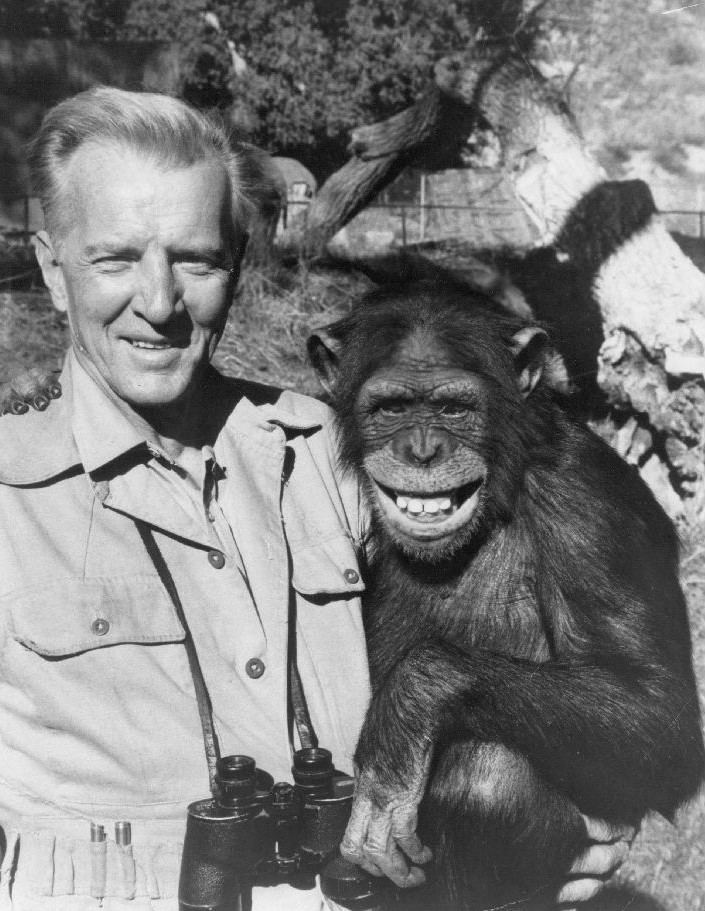
Dans Daktari (1968)

Bruce Bennett est un acteur américain, né Harold Herman Brix le 19 mai 1906 à Tacoma (État de Washington), mort centenaire le 24 février 2007 à Santa Monica (Californie).

## Biographie
Avant sa carrière d'acteur, il est athlète et pratique le football américain. Aux Jeux olympiques d'été de 1928, il remporte la médaille d'argent au lancer du poids.
Il débute au cinéma sous son nom d’Herman Brix en 1931, année où il est pressenti par la Metro-Goldwyn-Mayer pour le rôle de Tarzan aux côtés de Maureen O'Sullivan, rôle finalement attribué à Johnny Weissmuller, comme lui ancien champion olympique. Notons qu'il tournera néanmoins, dans les années 1930, trois films (en marge de ceux du couple Weissmuller - O'Sullivan) où il interprète Tarzan. Dans les années 1940, désormais sous le pseudonyme de Bruce Bennett, il joue notamment aux côtés d'Humphrey Bogart (Sahara, Les Passagers de la nuit, Le Trésor de la Sierra Madre). Sa carrière au cinéma (américain principalement) se poursuit jusqu'en 1980, avec un dernier film néerlandais.
À la télévision, il participe à un téléfilm et des séries, entre 1953 et 1971.

## Filmographie partielle

### Au cinéma
- 1931 : Touchdown (non crédité) de Norman Z. McLeod
- 1932 : Folies olympiques (Million Dollar Legs) (non crédité) d'Edward F. Cline
- 1933 : Moi et le Baron (Meet the Baron) de Walter Lang
- 1934 : L'Île au trésor (Treasure Island) (non crédité) de Victor Fleming
- 1934 : You Can't Buy Everything de Charles Reisner
- 1934 : Student Tour de Charles Reisner
- 1935 : Les Nouvelles Aventures de Tarzan ou Tarzan in Guatemala ou Tarzan and the Lost Goddess d'Edward A. Kull et Wilbur McGaugh
- 1938 : Tarzan et la déesse verte (pl) (Tarzan and the Green Goddess) d'Edward A. Kull et Wilbur McGaugh
- 1939 : My Son Is Guilty de Charles Barton
- 1939 : En surveillance spéciale (Invisible Stripes de Lloyd Bacon
- 1940 : Before I Hang de Nick Grinde
- 1940 : The Man with Nine Lives de Nick Grinde
- 1943 : Plus on est de fous (The More the Merrier) de George Stevens
- 1943 : Sahara (titre original) de Zoltan Korda
- 1945 : Le Roman de Mildred Pierce (Mildred Pierce) de Michael Curtiz
- 1945 : Danger Signal de Robert Florey
- 1946 : La Voleuse (A Solen Life) de Curtis Bernhardt
- 1947 : L'Homme que j'aime (The Man I Love) de Raoul Walsh
- 1947 : Les Passagers de la nuit (Dark Passage) de Delmer Daves
- 1947 : L'Amant sans visage (Nora Prentiss) de Vincent Sherman
- 1948 : Le Trésor de la Sierra Madre (The Treasure of the Sierra Madre) de John Huston
- 1948 : La Rivière d'argent (Silver River) de Raoul Walsh
- 1948 : Ombres sur Paris (To the Victor) de Delmer Daves
- 1949 : The Younger Brothers (en) d'Edwin L. Marin
- 1949 : Horizons en flammes (Task Force) de Delmer Daves
- 1949 : Corps et âme (The Doctor and the Girl) de Curtis Bernhardt
- 1949 : Crépuscule (Without Honor) d'Irving Pichel
- 1949 : Une balle dans le dos (Undertow) de William Castle
- 1950 : Le Mystère de la plage perdue (Mystery Street) de John Sturges
- 1951 : Le Dernier Bastion (The Last Outpost) de Lewis R. Foster
- 1951 : Les Rebelles du Missouri (The Great Missouri Raid) de Gordon Douglas
- 1951 : Angels in the Outfield de Clarence Brown
- 1952 : Le Masque arraché (Sudden Fear) de David Miller
- 1953 : La Femme rêvée (Dream Wife) de Sidney Sheldon
- 1954 : Dragonfly Squadron de Lesley Selander
- 1955 : Strategic Air Command, d'Anthony Mann
- 1955 : Daniel Boone, l'invincible trappeur de Albert C. Gannaway
- 1956 : Le Cavalier du crépuscule (Love Me Tender) de Robert D. Webb
- 1957 : Terre sans pardon (Three Violent People) de Rudolph Maté
- 1958 : Flaming Frontier de Sam Newfield
- 1959 : The Cosmic Man de Herbert S. Greene
- 1961 : Le Héros d'Iwo-Jima (The Outsider) de Delbert Mann
- 1972 : Deadhead Miles (en), de Vernon Zimmerman
- 1973 : The Clones de Lamar Card et Paul Hunt
- 1980 : Laat de dokter maar schuiven (en) de Nikolai van der Heyde

### À la télévision (séries)
- 1954 : Histoires du siècle dernier (Stories of the Century), un épisode
- 1958-1965 : Perry Mason, cinq épisodes
- 1960 : Laramie, un épisode
- 1965 : Le Proscrit (Branded), un épisode
- 1967 : Le Virginien (The Virginian), deux épisodes
- 1968 : Daktari, deux épisodes
- 1970 : Lassie, deux épisodes